# Canton d'Hénin-Beaumont-1
Le canton d'Hénin-Beaumont-1 est une circonscription électorale française du département du Pas-de-Calais.

## Histoire
Un nouveau découpage territorial du Pas-de-Calais entre en vigueur à l'occasion des premières élections départementales suivant le décret du 24 février 2014. Les conseillers départementaux sont, à compter de ces élections, élus au scrutin majoritaire binominal mixte. Les électeurs de chaque canton élisent au Conseil départemental, nouvelle appellation du Conseil général, deux membres de sexe différent, qui se présentent en binôme de candidats. Les conseillers départementaux sont élus pour 6 ans au scrutin binominal majoritaire à deux tours, l'accès au second tour nécessitant 12,5 % des inscrits au 1er tour. En outre la totalité des conseillers départementaux est renouvelée. Ce nouveau mode de scrutin nécessite un redécoupage des cantons dont le nombre est divisé par deux avec arrondi à l'unité impaire supérieure si ce nombre n'est pas entier impair, assorti de conditions de seuils minimaux. Dans le Pas-de-Calais, le nombre de cantons passe ainsi de 77 à 39.

## Représentation
| Période élective | Période élective | Mandat | Mandat   | Identité       | Nuance | Nuance | Qualité                                                        |
| ---------------- | ---------------- | ------ | -------- | -------------- | ------ | ------ | -------------------------------------------------------------- |
| 2015             | 2021             | 2015   | 2021     | Maryse Poulain |        | RN     | Ancienne employée en façonnage Maire-adjointe d'Hénin-Beaumont |
| 2015             | 2021             | 2015   | 2021     | François Vial  |        | RN     | Conseiller municipal d'Oignies                                 |
| 2021             | 2028             | 2021   | en cours | Maryse Poulain |        | RN     | Conseillère sortante                                           |
| 2021             | 2028             | 2021   | en cours | François Vial  |        | RN     | Conseiller sortant                                             |

### Résultats détaillés

#### Élections de mars 2015
À l'issue du 1er tour des élections départementales de 2015, deux binômes sont en ballottage : Maryse Poulain et François Vial (FN, 46,15 %) et Jean-Pierre Corbisez et Jeanne-Marie Dubois (PS, 30,3 %). Le taux de participation est de 47,5 % (12 019 votants sur 25 303 inscrits) contre 51,81 % au niveau départemental et 50,17 % au niveau national.
Au second tour, Maryse Poulain et François Vial (FN) sont élus avec 51,84 % des suffrages exprimés et un taux de participation de 49,55 % (6 086 voix pour 12 538 votants et 25 303 inscrits).

#### Élections de juin 2021
Le premier tour des élections départementales de 2021 est marqué par un très faible taux de participation (33,26 % au niveau national). Dans le canton d'Hénin-Beaumont-1, ce taux de participation est de 32,89 % (7 994 votants sur 24 303 inscrits) contre 35,19 % au niveau départemental. À l'issue de ce premier tour, deux binômes sont en ballottage : Maryse Poulain et François Vial (RN, 53,06 %) et Marcello Della Franca et Fabienne Dupuis (DVG, 42,8 %).
Le second tour des élections est marqué une nouvelle fois par une abstention massive équivalente au premier tour. Les taux de participation sont de 34,36 % au niveau national, 34,96 % dans le département et 34,19 % dans le canton d'Hénin-Beaumont-1. Maryse Poulain et François Vial (RN) sont élus avec 52,87 % des suffrages exprimés (4 194 voix pour 8 310 votants et 24 303 inscrits),,.

## Composition
Le canton d'Hénin-Beaumont-1 comprend trois communes et la partie de la commune d'Hénin-Beaumont située au nord d'une ligne définie par l'axe des voies et limites suivantes : depuis la limite territoriale de la commune de Dourges, rue de Dourges, rue Léon-Pruvot, rue Elie-Gruyelle, rue Jean-Jacques-Rousseau, rue Jules-Guesde, rue des Girondins, rue Voltaire, boulevard du Maréchal-Juin, rue Robert-Aylé, boulevard Gabriel-Péri, boulevard du Président-Salvador-Allende, jusqu'à la limite territoriale de la commune de Montigny-en-Gohelle.
Le bureau centralisateur de ce canton est le bureau centralisateur de la commune d'Hénin-Beaumont.
| Nom                                    | Code Insee | Intercommunalité | Superficie (km2) | Population (dernière pop. légale)               | Densité (hab./km2) | Modifier                                    |
| -------------------------------------- | ---------- | ---------------- | ---------------- | ----------------------------------------------- | ------------------ | ------------------------------------------- |
| Hénin-Beaumont (bureau centralisateur) | 62427      | CA Hénin-Carvin  | 20,72            | Fraction : 8 878 (2022) Commune : 25 764 (2022) | 1 243              | modifier les données · modifier les données |
| Dourges                                | 62274      | CA Hénin-Carvin  | 10,48            | 6 068 (2022)                                    | 579                | modifier les données · modifier les données |
| Montigny-en-Gohelle                    | 62587      | CA Hénin-Carvin  | 3,50             | 9 667 (2022)                                    | 2 762              | modifier les données · modifier les données |
| Oignies                                | 62637      | CA Hénin-Carvin  | 5,52             | 10 260 (2022)                                   | 1 859              | modifier les données · modifier les données |
| Canton d'Hénin-Beaumont-1              | 6227       |                  |                  | 34 873 (2022)                                   |                    | modifier les données                        |

## Démographie
En 2022, le canton comptait 34 873 habitants, en évolution de −0,25 % par rapport à 2016 (Pas-de-Calais : −0,72 %, France hors Mayotte : +2,11 %).
| 2013   | 2018   | 2022   |
| ------ | ------ | ------ |
| 35 171 | 35 293 | 34 873 |